# Кланица
Кланицата е предприятие от хранителната промишленост, предназначено за клане на животни и добиване на месо и субпродукти от тях.

## Технологична структура
Всяка кланица трябва да разполага със следните звена:
- обори за приемане и предкланична почивка на животните, оборудвани с рампи и душове;
- бокс за зашеметяване и клане на животните;
- вани за обезкървяване на закланите животни;
- отделно помещение за обработка на вътрешните органи;
- релсова линия за придвижване на труповете на закланите животни;
- хладилник с промишлен капацитет и структура за разделно съхраняване на добитото месо и субпродукти;
- рампа за хигиенично товарене на добитото месо и субпродукти.